# 叶塘镇
葉塘镇是中华人民共和国广东省梅州市兴宁市下辖的一个乡镇级行政单位。，位於興寧西北部，西南與五華縣、河源市龍川縣毗鄰。距離市區8公里。全鎮總面積166平方公里，人口8萬2千多人。。

## 旅遊資源
葉塘鎮的溫泉資源非常豐富，因而該鎮重點發展溫泉旅遊業，其中溫泉灌足是"興寧古八景"之一。不過帶來的社會問題則是色情業猖獗。

## 行政区划
叶塘镇下辖41個行政村和2個居委會：
叶塘社区、田心村、龙坪村、大路下村、下洋村、彭陂村、岳桥村、上岳村、大众村、同众村、北塘村、群星村、洋陂村、新生村、留桥村、黎明村、龙塘村、建新村、石新村、乌池村、教礼村、三口塘村、胜青村、苏京村、三变村、甘塘村、西山村、汤湖村、鸭池村、麻岭村、河西村、下径村、富祝村、上径村、筠竹村、莲池村、陂下村、长丰村、上中村、下中村、黄竹村和双涵村。

## 中国传统村落
2013年8月，河西村被评为第二批中国传统村落。